# Вулиці Запоріжжя
Список вулиць, проспектів, площ, провулків, бульварів, узвозів, тупиків Запоріжжя.

## Топоніми
Для наочності сортування, номера вулиць розташовані після основної назви. У цій таблиці наведена коротка інформація про існуючі бульвари, вулиці, майдани, парки, площі, провулки, проспекти, сквери та шосе міста Запоріжжя.
У листопаді 2024 року в Запоріжжі на фасадах будинків почали встановлювати нові адресні таблички з назвами вулиць, провулків, площ, номерами будинків. Таблички кожного района міста мають власний колір та два розміри — 760х500 мм та 1600х500 мм, які виконані з композитної тришарової панелі, а саме:
- Дніпровський район — біла основа з синьою смугою;
- Вознесенівський — біла основа з зеленою смугою;
- Олександрівський — біла основа з рубіновою смугою;
- Заводський — чорна основа з помаранчевою смугою;
- Комунарський — чорна основа з жовтою смугою:
- Шевченківський — чорна основа з малиновою смугою;
- Хортицький — чорна основа з блакитною смугою[1].

| Список топонімів міста Запоріжжя    |         |                                                               | |          |      |              |                 |
| Сучасні назви                       | Тип     | Район                                                         | Колишні назви |          |      |              |                 |
| Абхазький                           | пров.   | Шевченківський                                                | Раскової |          |      |              |                 |
| Авіаторів                           | вул.    | Шевченківський                                                | Ротфронтівська, Волгодонська                                                                                     |          |      |              |                 |
| Автодорожна                         | вул.    | Шевченківський                                                | Кіровоградська                                                                                                   |          |      |              |                 |
| Автоклубна                          | вул.    | Заводський                                                    | Виборзька |          |      |              |                 |
| Автозаводська                       | вул.    | Комунарський                                                  | |          |      |              |                 |
| Академіка Вернадського              | вул.    | Шевченківський                                                | Леніногорська, Тимошенка                                                                                         |          |      |              |                 |
| Академіка Вернадського              | майдан  | Олександрівський                                              | Пушкіна |          |      |              |                 |
| Академіка Івченка                   | вул.    | Шевченківський                                                | Військова |          |      |              |                 |
| Академіка Климова                   | вул.    | Шевченківський                                                | Інженерна |          |      |              |                 |
| Академіка Чабаненка                 | вул.    | Олександрівський                                              | Пилипівська, Радянська                                                                                           |          |      |              |                 |
| Актюбінська                         | вул.    | Шевченківський                                                | Магістральна |          |      |              |                 |
| Андрія Лободи                       | пров.   | Шевченківський                                                | Волзька |          |      |              |                 |
| Антона Незоли                       | вул.    | Дніпровський                                                  | Таганська |          |      |              |                 |
| Арбатський                          | пров.   | Дніпровський                                                  | Арабатський |          |      |              |                 |
| Архангела Михаїла                   | пров.   | Шевченківський                                                | Архангельський                                                                                                   |          |      |              |                 |
| Аравійський                         | пров.   | Шевченківський район                                          | Вольський |          |      |              |                 |
| Аральська                           | вул.    | Шевченківський                                                | 9 Травня |          |      |              |                 |
| Арбузова                            | вул.    | Комунарський                                                  | Алтайська |          |      |              |                 |
| Базарна                             | вул.    | Олександрівський                                              | Базарна, Анголенка                                                                                               |          |      |              |                 |
| Байдакська                          | вул.    | Шевченківський                                                | Москворецька |          |      |              |                 |
| Барикадна                           | вул.    | Комунарський                                                  | Лікарняна |          |      |              |                 |
| Безіменна                           | вул.    | Шевченківський                                                | Безіменний пров.                                                                                                 |          |      |              |                 |
| Марка Безручка                      | вул.    | Шевченківський                                                | Турбінна, Кутузова                                                                                               |          |      |              |                 |
| Бельмакський                        | пров.   | Шевченківський район                                          | Сочинський |          |      |              |                 |
| Бельфорський                        | бульв.  | Дніпровський                                                  | Липнева вул., Пішохідний бульв.                                                                                  |          |      |              |                 |
| Благовіщенська                      | вул.    | Олександрівський                                              | Ілліча |          |      |              |                 |
| Бориспільська                       | вул.    | Дніпровський                                                  | Братська |          |      |              |                 |
| Братів Мінаєвих                     | вул.    | Шевченківський                                                | Далекосхідна |          |      |              |                 |
| Броварський                         | пров.   | Заводський                                                    | Брестський |          |      |              |                 |
| Брянська                            | вул.    | Вознесенівський                                               | Рясна |          |      |              |                 |
| Бурлаки Сергія                      | проїзд  | Дніпровський                                                  | Ширшова |          |      |              |                 |
| Важливий                            | пров.   | Заводський                                                    | |          |      |              |                 |
| Валерія Лобановського               | вул.    | Дніпровський                                                  | Спортивна |          |      |              |                 |
| Васильєва                           | вул.    | Комунарський                                                  | Ливарна |          |      |              |                 |
| Василя Пойденка                     | вул.    | Олександрівський                                              | Паровозна |          |      |              |                 |
| Вдала                               | вул.    | Шевченківський                                                | |          |      |              |                 |
| Відродження                         | вул.    |                                                               | Цегельна |          |      |              |                 |
| Вільного Козацтва                   | вул.    | Дніпровський                                                  | Долоцького, Дем'яна Бєдного                                                                                      |          |      |              |                 |
| Внуковський                         | пров.   |                                                               | Соснова |          |      |              |                 |
| Водограйна                          | вул.    | Комунарський                                                  | Гаврилова |          |      |              |                 |
| Волонтерська                        | вул.    | Шевченківський                                                | Гродненська |          |      |              |                 |
| Володимира Грищенка                 | вул.    | Вознесенівський                                               | Сталінградська, Волгоградська                                                                                    |          |      |              |                 |
| Волі                                | вул.    | Комунарський                                                  | Жандармська |          |      |              |                 |
| Волі                                | майдан  | Олександрівський                                              | пл. Качельна, Пушкіна                                                                                            |          |      |              |                 |
| Вологодський                        | пров.   |                                                               | Базарний провулок                                                                                                |          |      |              |                 |
| Володимирська                       | вул.    | Шевченківський                                                | Рівненська |          |      |              |                 |
| Володимира Українця                 | вул.    | Комунарський                                                  | Новокузнецька |          |      |              |                 |
| Волошковий                          | пров.   |                                                               | Якутський пров., Ненецький пров.                                                                                 |          |      |              |                 |
| Вороніна                            | вул.    | Шевченківський                                                | Автострадна |          |      |              |                 |
| В'ячеслава Зайцева                  | вул.    | Вознесенівський                                               | Лермонтова |          |      |              |                 |
| В'ячеслава Радіонова                | вул.    | Шевченківський                                                | Новоросійська |          |      |              |                 |
| Гайдамацька                         | вул.    | Шевченківський                                                | Двінська |          |      |              |                 |
| Галицький                           | пров.   | Дніпровський                                                  | Симбірський |          |      |              |                 |
| Гармонійний                         | пров.   | Заводський                                                    | |          |      |              |                 |
| Героїв 93-ї Бригади                 | вул.    | Хортицький                                                    | Естафетна, Гудименка                                                                                             |          |      |              |                 |
| Героїв Крут                         | вул.    | Вознесенівський                                               | 12 квітня |          |      |              |                 |
| Героїв Національної гвардії України | парк    | Хортицький                                                    | Ювілейний |          |      |              |                 |
| Героїв Національної гвардії України | просп.  | Комунарський                                                  | 40-річчя Перемоги                                                                                                |          |      |              |                 |
| Гнаровської                         | вул.    | Комунарський                                                  | Лісова |          |      |              |                 |
| Гоголя                              | вул.    | Олександрівський                                              | Садова |          |      |              |                 |
| Гончара                             | вул.    | Заводський                                                    | Карбідна |          |      |              |                 |
| Гомерівський                        | пров.   | Шевченківський                                                | Гродненський |          |      |              |                 |
| Громової                            | вул.    | Дніпровський                                                  | Олега Кошового                                                                                                   |          |      |              |                 |
| Деснянський                         | пров.   | Комунарський                                                  | Єльницький |          |      |              |                 |
| Десяцький                           | пров.   | Шевченківський                                                | Пресненський |          |      |              |                 |
| Дмитра Апухтіна                     | вул.    | Вознесенівський                                               | Матросова |          |      |              |                 |
| Дніпровська                         | вул.    | Олександрівський                                              | Леппіка |          |      |              |                 |
| Дніпровське шосе                    | вул.    | Дніпровський                                                  | Дніпропетровське шосе                                                                                            |          |      |              |                 |
| Добропільський                      | пров.   | Шевченківський район                                          | Дагестанський |          |      |              |                 |
| Дмитра Донцова                      | вул.    | Вознесенівський                                               | Нікопольська, Гагаріна                                                                                           |          |      |              |                 |
| Древлянська                         | вул.    | Шевченківський                                                | Янтарна |          |      |              |                 |
| Дудикіна                            | вул.    | Дніпровський                                                  | Побутова |          |      |              |                 |
| Університетська                     | вул.    | Олександрівський                                              | Ярмаркова, Жуковського                                                                                           |          |      |              |                 |
| Заливний                            | пров.   | Дніпровський                                                  | Валдайський |          |      |              |                 |
| Замковий                            | провул. | Шевченківський                                                | Якутський |          |      |              |                 |
| Запорізьких вогнеборців             | вул.    | Комунарський                                                  | Російська |          |      |              |                 |
| Запорізького Дуба                   | вул.    | Дніпровський                                                  | Партизанська, Ковпака                                                                                            |          |      |              |                 |
| Запорізького Козацтва               | вул.    | Хортицький                                                    | Ворошилова |          |      |              |                 |
| Запорізьких стрільців               | сквер   | Олександрівський                                              | Індустрія |          |      |              |                 |
| Зачиняєва                           | вул.    | Дніпровський                                                  | Миру |          |      |              |                 |
| Максима Здоревського                | вул.    | Шевченківський                                                | Курська |          |      |              |                 |
| Земського лікаря Лукашевича         | вул.    | Олександрівський                                              | Тюремна, Жовтнева                                                                                                |          |      |              |                 |
| Зимова                              | вул.    | Олександрівський                                              | Суха |          |      |              |                 |
| Золотого колосу                     | пров.   | Заводський                                                    | |          |      |              |                 |
| Іванова                             | вул.    | Шевченківський                                                | Мопра |          |      |              |                 |
| Івана Підкови                       | вул.    | Шевченківський                                                | Читинська |          |      |              |                 |
| Ізюмська                            | вул.    | Шевченківський                                                | Ясногірська |          |      |              |                 |
| Інгулецька                          | вул.    | Комунарський                                                  | Невська |          |      |              |                 |
| Інженера Лата                       | вул.    | Дніпровський                                                  | Ярославська |          |      |              |                 |
| Ірпінська                           | вул.    | Шевченківський                                                | Челябінська |          |      |              |                 |
| Кавалерійський                      | пров.   | Шевченківський                                                | Солідарності |          |      |              |                 |
| Калантирівський                     | пров.   | Шевченківський                                                | Митищінський |          |      |              |                 |
| Калинівська                         | вул.    | Шевченківський                                                | Зелена |          |      |              |                 |
| Квітковий                           | пров.   | Шевченківський                                                | Квітучий |          |      |              |                 |
| Кияшка                              | вул.    | Дніпровський                                                  | Учбова |          |      |              |                 |
| Классена                            | пров.   | Дніпровський                                                  | Адигейський |          |      |              |                 |
| Князя Володимира                    | вул.    | Шевченківський                                                | Володимирська |          |      |              |                 |
| Княжа                               | вул.    | Комунарський                                                  | Марата, Алапаєвська                                                                                              |          |      |              |                 |
| Козака Бабури                       | вул.    | Хортицький                                                    | Маршала Жукова                                                                                                   |          |      |              |                 |
| Козацької Чайки                     | вул.    | Шевченківський                                                | Верхоянська |          |      |              |                 |
| Козача                              | вул.    | Олександрівський                                              | Червонокозацька                                                                                                  |          |      |              |                 |
| Конотопська                         | вул.    | Шевченківський                                                | Тульська |          |      |              |                 |
| Контактна                           | вул.    | Комунарський                                                  | Біломорська |          |      |              |                 |
| Абрагама Кооопа                     | вул.    | Дніпровський                                                  | Істоміна | Космічна | вул. | Комунарський | Оріхівське шосе |
| Костянтина Великого                 | вул.    | Олександрівський                                              | Привокзальна, Друга Кріпосна                                                                                     |          |      |              |                 |
| Краєвидна                           | вул.    | Дніпровський                                                  | Ленська |          |      |              |                 |
| Креміно                             | вул.    | Шевченківський                                                | сел. Креміно |          |      |              |                 |
| Миколи Корищенка                    | вул.    | Шевченківський                                                | Акмолинська, Кузнєцова                                                                                           |          |      |              |                 |
| Кримський                           | пров.   | Дніпровський                                                  | |          |      |              |                 |
| Культурна                           | вул.    | Комунарський                                                  | Преображенська                                                                                                   |          |      |              |                 |
| Кустанайська                        | вул.    | Заводський                                                    | Білоруська |          |      |              |                 |
| Ласточкіна Миколи                   | вул.    | Комунарський                                                  | Чайковського, Чапаєва                                                                                            |          |      |              |                 |
| Листяний провулок                   | пров.   | Шевченківський                                                | Заводський пров.                                                                                                 |          |      |              |                 |
| Лівобережна                         | вул.    |                                                               | Набережна, Єнісейська                                                                                            |          |      |              |                 |
| Лейтенанта Шмідта                   | вул.    | Заводський                                                    | |          |      |              |                 |
| Люботинська                         | вул.    | Шевченківський                                                | Молодогвардійська                                                                                                |          |      |              |                 |
| Малика                              | вул.    | Дніпровський                                                  | Скворцова |          |      |              |                 |
| Маріупольський                      | пров.   |                                                               | Приволзький |          |      |              |                 |
| Матроська                           | вул.    |                                                               | Воронцовська |          |      |              |                 |
| Митців                              | майдан  | Вознесенівський                                               | Театральна |          |      |              |                 |
| Металургів                          | просп.  | Дніпровський                                                  | просп. Сталіна, Алея Ентузіастів                                                                                 |          |      |              |                 |
| Метеоритний                         | пров.   | Шевченківський                                                | Паторжинського                                                                                                   |          |      |              |                 |
| Миколи Нагнибіди                    | вул.    | Комунарський                                                  | |          |      |              |                 |
| Михайлова                           | вул.    | Дніпровський                                                  | Камерна |          |      |              |                 |
| Маєткова                            | вул.    | Олександрівський                                              | Нижня, Московська                                                                                                |          |      |              |                 |
| Моторобудівників                    | просп.  | Шевченківський                                                | 8 Березня |          |      |              |                 |
| Мукачівська                         | вул.    | Заводський район                                              | Котельникова, Армавірська                                                                                        |          |      |              |                 |
| Муравський шлях                     | вул.    | Заводський район                                              | Новоковальська, Червоногірська                                                                                   |          |      |              |                 |
| Олександра Мурашка                  | вул.    | Дніпровський                                                  | Шишкіна |          |      |              |                 |
| Назара Стодолі                      | вул.    | Шевченківський район                                          | Таганрозька |          |      |              |                 |
| Недільний                           | пров.   | Шевченківський                                                | Воскресний |          |      |              |                 |
| Незалежної України                  | вул.    | Дніпровський, Вознесенівський                                 | Раднаркомівська, 4 Жовтня, Алея Гітлера, 40 років Радянської України                                             |          |      |              |                 |
| Нібурівська                         | Вул.    | Дніпровський                                                  | Щаденка |          |      |              |                 |
| Новомиколаївська                    | вул.    | Комунарський                                                  | Новомосковська                                                                                                   |          |      |              |                 |
| Обухівський                         | пров.   | Шевченківський                                                | Пензенський |          |      |              |                 |
| Олександрівська                     | вул.    | Олександрівський                                              | Олександрівська, Рози Люксембург, Дзержинського                                                                  |          |      |              |                 |
| Олешківська                         | вул.    | Шевченківський                                                | Свердлова, Підмосковна                                                                                           |          |      |              |                 |
| Ольги Яфи                           | проїзд  | Дніпровський                                                  | Леваневського |          |      |              |                 |
| Омельченка                          | вул.    | Шевченківський                                                | Колективна |          |      |              |                 |
| Омріяний                            | пров.   | Заводський                                                    | |          |      |              |                 |
| Онуківський                         | пров.   | Заводський                                                    | Внуківський |          |      |              |                 |
| Осіння                              | вул.    | Олександрівський                                              | Суха |          |      |              |                 |
| Парамонова                          | вул.    | Комунарський                                                  | Північно-Кільцева                                                                                                |          |      |              |                 |
| Парковий бульвар                    | вул.    | Дніпровський                                                  | Паркова, Леонова                                                                                                 |          |      |              |                 |
| Партизанська                        | вул.    |                                                               | Неспокійна |          |      |              |                 |
| Перелітний                          | пров.   | Шевченківський район                                          | Томський |          |      |              |                 |
| Перша Ливарна                       | вул.    | Олександрівський                                              | Ливарна, Раковського, Червоногвардійська                                                                         |          |      |              |                 |
| Підлісна                            | вул.    | Шевченківський                                                | Теплова |          |      |              |                 |
| Піщана                              | вул.    | Дніпровський                                                  | Новомосковська                                                                                                   |          |      |              |                 |
| Подільська                          | вул.    | Шевченківський                                                | Бєлякова |          |      |              |                 |
| Покровська                          | вул.    | Олександрівський                                              | Свердлова |          |      |              |                 |
| Поліни Шило                         | вул.    |                                                               | Вокзальна, Червоноармійська                                                                                      |          |      |              |                 |
| Пологівська                         | вул.    | Заводський                                                    | Ватутіна, Вятська                                                                                                |          |      |              |                 |
| Потішна                             | вул.    | Шевченківський                                                | Потєшна |          |      |              |                 |
| Поточна                             | вул.    | Вознесенівський                                               | Ковальська |          |      |              |                 |
| Почаївська                          | вул.    | Шевченківський                                                | Смоленська |          |      |              |                 |
| Поштова                             | вул.    | Олександрівський                                              | Катеринославська, Міхеловича, Панаса Мирного, Горького                                                           |          |      |              |                 |
| Привокзальна                        | вул.    | Комунарський                                                  | Луначарського |          |      |              |                 |
| Марії Примаченко                    | бульв.  | Вознесенівський                                               | просп. Маяковського                                                                                              |          |      |              |                 |
| Проліскова                          | вул.    | Дніпровський                                                  | Тобольська |          |      |              |                 |
| Труда                               | пл.     |                                                               | Олександрівська                                                                                                  |          |      |              |                 |
| Приходська                          | вул.    | Олександрівський                                              | Комунарівська |          |      |              |                 |
| Професора Толока                    | вул.    | Дніпровський                                                  | Кияшка, Маршала Чуйкова                                                                                          |          |      |              |                 |
| Річкова                             | вул.    | Комунарський                                                  | Баумана |          |      |              |                 |
| Романтична                          | вул.    | Комунарський                                                  | Рязанська |          |      |              |                 |
| Руднєва                             | вул.    | Дніпровський                                                  | Пролетарська |          |      |              |                 |
| Петра Сагайдачного                  | вул.    | Дніпровський\|Маршала Чуйкова, Бородінська                    | |          |      |              |                 |
| Салавата Юлаєва                     | вул.    | Дніпровський                                                  | |          |      |              |                 |
| Самарської паланки                  | вул.    | Комунарський                                                  | Лазаретна, Самарська                                                                                             |          |      |              |                 |
| Санаторна                           | вул.    | Дніпровський                                                  | Батрацька |          |      |              |                 |
| Світла                              | вул.    | Хортицький                                                    | Будьоного |          |      |              |                 |
| Світловодська                       | вул.    | Заводський                                                    | Дніпровська |          |      |              |                 |
| Святоволодимирівська                | вул.    | Комунарський                                                  | Калініна |          |      |              |                 |
| Святогорська                        | вул.    | Комунарський                                                  | Свєтлогорська |          |      |              |                 |
| Святого Миколая                     | вул.    | Олександрівський                                              | Миколаївська, Перша Нижня, Поштова, Артема                                                                       |          |      |              |                 |
| Селищна                             | вул.    | Заводський                                                    | Леніна |          |      |              |                 |
| Сержанта Медведєва                  | пров.   | Дніпровський                                                  | Лікарняний, Медведєва                                                                                            |          |      |              |                 |
| Січеславська                        | вул.    | Заводський                                                    | Зелена, Норильська                                                                                               |          |      |              |                 |
| Ситова                              | вул.    | Комунарський                                                  | Бульварна |          |      |              |                 |
| Скворцова                           | вул.    | Заводський                                                    | Хутір Веселий |          |      |              |                 |
| Гетьмана Скоропадського             | вул.    | Дніпровський                                                  | Верхньохортицька, Доватора                                                                                       |          |      |              |                 |
| Слобідська                          | вул.    | Олександрівський                                              | Пролетарська |          |      |              |                 |
| Слобожанська                        | вул.    | Комунарський                                                  | Сахалінська |          |      |              |                 |
| Соборний                            | просп.  | Комунарський, Олександрівський, Вознесенівський, Дніпровський | просп. Леніна, Стовбова, Велика, Головна, Верхня, Поліцейська, Поштова, Соборна, 8-ма Продольна, Адольфа Гітлера |          |      |              |                 |
| Солідарності                        | вул.    | Шевченківський                                                | Ворошиловградська                                                                                                |          |      |              |                 |
| Сорочинська                         | вул.    | Хортицький                                                    | Сорочинська, Новгородська                                                                                        |          |      |              |                 |
| Смарагдовий                         | пров.   | Дніпровський                                                  | |          |      |              |                 |
| Стародніпровська                    | вул.    | Хортицький                                                    | Воронізька |          |      |              |                 |
| Стефанова                           | вул.    | Шевченківський                                                | Хлібозаводська                                                                                                   |          |      |              |                 |
| Стешенка                            | вул.    | Комунарський                                                  | |          |      |              |                 |
| Талаліхіна                          | вул.    | Дніпровський                                                  | Осипенко |          |      |              |                 |
| Тарасівська                         | вул.    | Шевченківський                                                | Червонополянська                                                                                                 |          |      |              |                 |
| Театральний                         | проїзд  |                                                               | Банківський пров.                                                                                                |          |      |              |                 |
| Тепла                               | вул.    | Олександрівський                                              | Хмельницька, Фрунзе                                                                                              |          |      |              |                 |
| Тепличний                           | пров.   |                                                               | Автодорожний пров.                                                                                               |          |      |              |                 |
| Теслярська                          | вул.    | Шевченківський                                                | Донська |          |      |              |                 |
| Топазовий                           | пров.   | Дніпровський                                                  | |          |      |              |                 |
| Тополіна                            | вул.    | Комунарський                                                  | Стовбова |          |      |              |                 |
| Трегубенка                          | вул.    | Дніпровський                                                  | Фестивальна |          |      |              |                 |
| Трегубова                           | вул.    | Дніпровський                                                  | Щербакова |          |      |              |                 |
| Троїцька                            | вул.    | Олександрівський                                              | Троїцька, Троцького, Чекістів                                                                                    |          |      |              |                 |
| Трудова                             | вул.    | Шевченківський                                                | Хмельна |          |      |              |                 |
| Фабрична                            | вул.    | Шевченківський                                                | Цегельна |          |      |              |                 |
| Фазанова                            | вул.    | Шевченківський                                                | Алтайська |          |      |              |                 |
| Фанатська                           | вул.    | Дніпровський                                                  | Добролюбова |          |      |              |                 |
| Фелікса Мовчановського              | вул.    | Шевченківський                                                | Хімічна, Копьонкіна                                                                                              |          |      |              |                 |
| Фестивальна                         | вул.    | Дніпровський район                                            | Кагановича |          |      |              |                 |
| Фінський                            | пров.   | Заводський                                                    | Карельський |          |      |              |                 |
| Фортечна                            | вул.    | Олександрівський                                              | Фортечна, Грязнова                                                                                               |          |      |              |                 |
| Хвилястий                           | пров.   | Шевченківський                                                | Каширський |          |      |              |                 |
| Хуторський                          | пров.   | Шевченківський                                                | Казанський |          |      |              |                 |
| Цікавий                             | пров.   | Заводський                                                    | |          |      |              |                 |
| Червоної калини                     | вул.    |                                                               | Красноградська                                                                                                   |          |      |              |                 |
| Чернівецька                         | вул.    | Заводський                                                    | Волзька |          |      |              |                 |
| Чигиринська                         | вул.    | Шевченківський район                                          | Калузька |          |      |              |                 |
| Чорних Запорожців                   | вул.    | Комунарський                                                  | Ростовська |          |      |              |                 |
| Чорнобаївська                       | вул.    | Шевченківський                                                | Іритишська |          |      |              |                 |
| Чумаченка                           | вул.    | Комунарський                                                  | Північна |          |      |              |                 |
| Шамотна                             | вул.    | Заводський                                                    | |          |      |              |                 |
| Шахова                              | вул.    | Заводський                                                    | |          |      |              |                 |
| Шевченка                            | бульв.  | Вознесенівський                                               | проспект Жданова                                                                                                 |          |      |              |                 |
| Шевченка                            | вул.    | Олександрівський, Шевченківський                              | |          |      |              |                 |
| Шевченка                            | пл.     |                                                               | Ярмаркова площа                                                                                                  |          |      |              |                 |
| Шевчука                             | вул.    | Комунарський                                                  | |          |      |              |                 |
| Шкільна                             | вул.    | Олександрівський                                              | Валова, Бурсацька, Шкільна, Героїв Сталінграду                                                                   |          |      |              |                 |
| Широкий                             | пров.   | Дніпровський                                                  | |          |      |              |                 |
| Шкирятова                           | вул.    | Заводський                                                    | |          |      |              |                 |
| Шлакова                             | вул.    | Заводський                                                    | |          |      |              |                 |
| Шламова                             | вул.    | Заводський                                                    | |          |      |              |                 |
| Шлюзова                             | вул.    | Вознесенівський                                               | |          |      |              |                 |
| Шляхова                             | вул.    | Шевченківський                                                | |          |      |              |                 |
| Шмідта Отто                         | вул.    | Дніпровський                                                  | |          |      |              |                 |
| Штабна                              | вул.    | Заводський                                                    | |          |      |              |                 |
| Штурманський                        | пров.   | Шевченківський                                                | |          |      |              |                 |
| Штурмова                            | вул.    | Дніпровський                                                  | |          |      |              |                 |
| Щаслива                             | вул.    | Дніпровський                                                  | |          |      |              |                 |
| Щепкіна                             | вул.    | Вознесенівський                                               | |          |      |              |                 |
| Ювілейна                            | вул.    | Дніпровський                                                  | |          |      |              |                 |
| Ювілейний                           | просп.  | Хортицький                                                    | |          |      |              |                 |
| Юності                              | вул.    | Комунарський, Шевченківський                                  | |          |      |              |                 |
| Юр'ївський                          | пров.   | Заводський                                                    | |          |      |              |                 |
| Яблучна                             | вул.    | Комунарський                                                  | |          |      |              |                 |
| Явірний                             | пров.   | Дніпровський                                                  | |          |      |              |                 |
| Яворницького                        | вул.    | Дніпровський                                                  | |          |      |              |                 |
| Ягідний                             | пров.   | Олександрівський                                              | |          |      |              |                 |
| Ялтинська                           | вул.    | Комунарський                                                  | |          |      |              |                 |
| Якова Новицького                    | вул.    | Вознесенівський                                               | ХХІ партз'їзду                                                                                                   |          |      |              |                 |
| Ямський                             | пров.   | Шевченківський                                                | |          |      |              |                 |
| Янтарна                             | вул.    | Шевченківський                                                | Садовий пров. |          |      |              |                 |
| Ярова                               | вул.    | Шевченківський                                                | |          |      |              |                 |

29 квітня 2025 року на засіданні виконавчого комітету Запорізької міської ради ухвалено рішення про встановлення меморіальних дошок полеглим захисникам, в ході повномасштабного російського вторгнення в Україну, на житлових будинках у Запоріжжі. Затверджено два варіанти меморіальних дошок: перший — з латуні та бронзи, другий — з матового «антивандального» скла та акрилової пластини. На меморіальних дошках зазначено QR-код, за яким, навівши камеру, є можливість дізнатися історію полеглого Героя.

## Проспекти Запоріжжя
В місті Запоріжжя лише 6 проспектів:
| № | Назва                                        | Район                                                         | Протяжність, км |
| - | -------------------------------------------- | ------------------------------------------------------------- | --------------- |
| 1 | Соборний проспект                            | Комунарський, Олександрівський, Вознесенівський, Дніпровський | 10,8            |
| 2 | проспект Ювілейний                           | Хортицький                                                    | 2,4             |
| 3 | проспект Преображенського                    | Хортицький                                                    | 2,26            |
| 4 | проспект Моторобудівників                    | Шевченківський                                                | 2,15            |
| 5 | проспект Металургів                          | Дніпровський                                                  | 1,85            |
| 6 | проспект Героїв Національної гвардії України | Комунарський                                                  | 1,85            |

## Перейменування урбанонімів
Впродовж 2015—2016 років, на виконання законодавства України щодо декомунізації, низку топонімів міста Запоріжжя знову було перейменовано, а частині відновлені історичні назви.
У листопаді 2021 року було запропоновано перейменувати ще п'ять вулиць міста Запоріжжя.
У зв'язку з російським вторгненням в Україну триває війна не лише на військовому фронті, але і на культурному та інформаційному фронті. З одним з аспектів культурної війни це на честь кого або чого названі вулиці та площі, на честь яких героїв та з яких країн. Відповідно «Переліку найменувань урбанонімів на території міста Запоріжжя» на мапі міста станом на травень 2022 року існує більш ніж 200 урбанонімів, що пов'язані з росією і тому підлягають перейменуванню. При Запорізькій міській раді сворена експертна група із залученням фахівців Запорізького національного університету по перейменуванню урбанонімів, які пов'язані з росією на честь українських героїв. За підсумками засідання робочої групи від 20 травня 2022 року вирішено розглянути питання щодо перейменування вулиць Московська, Російська та Новоросійська у м. Запоріжжі.
28 квітня 2022 року, керуючись Законом України «Про місцеве самоврядування в Україні», на виконання протоколу від 20.01.2022 № 18 засідання робочої групи з питань міської топоніміки, враховуючи звернення голови правління садівничого товариства «Запоріжсталь-1» та групи громадян, які фактично мешкають в садівничому товаристві, з метою забезпечення можливості оформлення права власності на об’єкти нерухомого майна, Запорізька міська рада присвоєно назви п'яти провулкам: Омріяний, Важливий, Золотого колосу, Цікавий, Гармонійний
24 травня 2022 року, керуючись Законом України «Про місцеве самоврядування в Україні», на виконання протоколу від 03.02.2022 № 19 засідання робочої групи з питань міської топоніміки, враховуючи звернення голови обслуговуючого садово-го-роднього кооперативу «Дінамо», представника групи громадян, які фактично мешкають в обслуговуючому садово-городньому кооперативі «Динамо», з метою забезпечення можливості оформлення права власності на об’єкти нерухомого майна, Запорізька міська рада присоїла нові назви трьом провулкам в місті Запоріжжя: Кримський, Смарагдовий та Топазовий.
28 травня 2022 року комісія при Запорізькій міській раді вирішила все ж приступити до перейменування урабаномів, які пов'язані із країною-агресором росією. Після розгляду кожного, робоча комісія створить повний реєстр нових назв.
20 червня 2022 року у Запорізькій міській раді відбулося чергове засідання комісії з перейменування топонімів, яка обрала нові назви для перших 20 вулиць Запоріжжя.
У квітні 2023 року в Запоріжжі продовжувала працювати робоча група з перейменування вулиць, які мають радянські назви і таких вулиць було внесено до реєстру близько 300, з них наразі у березні цього ж року перейменовані 12 вулиць. Нові назви затвердженні під час засідання відповідної робочої групи, враховуючи результати інтерактивного голосування громадськості. Перейменуванню підлягають вулиці, які мають прив'язку до Росії або Білорусі. Зокрема, у Шевченківському районі Запоріжжя було запропоновано перейменувати вулицю Молодогвардійську на вулицю Люботинську, вулицю Челябінську на вулицю Ірпінську, Калузьку на Чигиринську, вулицю Красноградську на вулицю Червоної калини, провулок Якутський на провулок Замковий, Казанський на Хуторський, Дагестанський на Добропільський. 
20 травня 2024 року, на сесії Запорізької міської ради було прийнято рішення перейменувати 140 вулиць, що мали російське та радянське походження.